# 韦说
韦说（9世纪—927年8月24日？），京兆府万年县（今陕西省西安市长安区）人，出自京兆韦氏郧公房，唐朝、后梁、后唐官员，并在后唐前两位皇帝李存勖和李嗣源任内官拜宰相。作为李存勖任命的宰相，他和李嗣源的宠臣们不谐，最终被贬并赐死。

## 家世和效力唐朝、后梁
《旧五代史·韦说传》有阙文，但提到韦说父为福建观察使韦岫。故韦说为晚唐名臣岭南节度使韦宙侄，北周大将韦孝宽之后。因本传阙文，韦说早年仕途不详，仅可知唐末中进士，担任殿中侍御史，一度被解职，天祐元年（904年）为右司员外郎，因事贬南海（广州），遇唐末或梁初大赦，得以离开流放地，寓居江陵，与当地长官荆南节度使高季昌相知。事梁为礼部侍郎。

## 李存勖年间
龙德三年（923年），梁被北面大敌后唐所灭。自认为唐朝合法继承者的唐帝李存勖接管梁领地。当时他只有两位宰相枢密使侍中郭崇韬和门下侍郎豆卢革，两人都不熟悉唐朝制度。议者以为他应该再任命一些熟悉唐制的宰相。郭崇韬推荐尚书左丞赵光胤，豆卢革推荐时任朝散大夫、礼部侍郎的韦说。李存勖因而命韦说守本官，授二人同中书门下平章事，拜为宰相。
韦说没有学术，性谨重，任内不生事端，政事都给郭崇韬处理。又和行为不当的人交往，时人因而归怨于推荐他的豆卢革。豆卢革和韦说又分别将各自的儿子豆卢升和韦涛授拾遗，父子同官，为人所不然，于是两位儿子又被改授员外郎，但豆卢革又请韦涛为弘文馆学士，韦说请豆卢升为集贤院学士，被认为互相勾结阿私，愈发损害了二人的名誉。
由晚唐延伸的梁晋（晋即后唐前身）战事导致很多记录丧失，因而很多人伪造记录或冒用他人或父兄身份以求仕官。同光二年（924年）二月，豆卢革、韦说问郭崇韬是否唐朝汾阳郡王郭子仪之后，郭崇韬答：“遭乱，谱谍丢了，曾听先人说，距离汾阳王四世罢了。”三月，郭崇韬着手革其弊端，豆卢革和韦说都赞成。郭崇韬查出其中十分之九系伪造，作废之，待选官者因而号哭，有的甚至饿死。议者以为积弊累年，郭崇韬裁汰太细。而韦说因为不能阻止郭崇韬，也被非议。韦说的亲党告知韦说，韦说答：“这是郭汉子的意思。”六月，韦说被加中书侍郎。十一月，选人吴延皓取亡叔告身故旧名求官，事发处死，宰相豆卢革、赵光胤、韦说诣阁门待罪，诏释之。十二月，与豆卢革为册使，册封李存勖正室韩氏为淑妃。四年（926年）正月，郭崇韬被冤杀，韦说害怕流言，令门人左拾遗王松、吏部员外郎李慎仪等上疏深切诋毁郭崇韬，却让自己更加遭受非议。
三月，时值庄宗养兄成德军节度使李嗣源反叛，枢密使李绍宏与豆卢革、韦说会于中兴殿廊下，商议军机，奏称先前于同光三年（925年）灭前蜀的皇子魏王李继岌军将至，建议李存勖控制汜水，以待魏王。李存勖听从。

## 李嗣源年间
四月，李存勖自己也在都城洛阳的兴教门之变中被杀。李嗣源很快到达洛阳，韦说等顿首劝进，李嗣源婉言不从，但后来还是称帝。他保留韦说和豆卢革的相位，进位韦说为门下侍郎兼户部尚书、监修国史，也任工部尚书任圜和枢密使安重诲为宰相。韦说常自危，求助于任圜，任圜也一度庇护他。
但此后不久，豆卢革和韦说皆倒台。他们因种种原因遭到公众非议：在皇帝面前奏事时不恭敬；韦说将孙子报作儿子奏请任官，受选人王傪贿赂将其任命在洛阳附近。安重诲厌恶二相。谏议大夫萧希甫恨豆卢革、韦说之前阻止升自己为谏议大夫，决意报复。他不仅上表弹劾二相不忠于前朝，阿谀奉承，还诬称豆卢革强夺民田，纵容田客杀人，韦说夺邻家井并窃取邻家祖辈藏在井里的财物。李嗣源贬豆卢革和韦说。韦说被贬为溆州剌史，而萧希甫则获赏赐衣段二十匹、银器五十两。宰相郑珏、任圜去见安重诲，为豆卢革、韦说求情，又几次上表欲相救，都被留中不报。韦说再贬夷州司户参军，最后完全剥夺官职长流合州。八月，又下诏即使有恩赦，也不宽宥豆卢革、韦说。
天成二年（927年），唐廷对高季兴（即高季昌，为避李存勖祖父李国昌讳改名，其领地将成为独立的荆南政权）作战期间，李嗣源下诏责韦说、豆卢革在灭蜀时允许高季兴接收原属蜀的夔、忠、万三州，将他们赐死。他们的家属也被放逐。最迟在后唐闵帝年间，韦说得以昭雪。

## 子孙
- 韦涛，后晋天福初年为尚书膳部员外郎。

## 作品
《宋史·卷二百零八·志第一百六十一·艺文七》收录〈韦说诗〉一卷。

## 延伸阅读
[在维基数据编辑]
 《舊五代史·卷67》，出自薛居正《舊五代史》